# Monstrosity
Monstrosity ([mɒn’strɒsətɪ]; «чудовище» или «чудовищность») — американская дэт-метал-группа из Форт-Лодердейла, Флориды.

## История группы
Созданная в конце 1980-х, Monstrosity была домом для целого ряда сессионных и постоянных музыкантов, которые позже вошли в проекты такие как Cynic, Malevolent Creation, Cannibal Corpse, Capharnaum, и Hate Plow. Джон Рубин играл на гитаре, Maрк Ван Eрп играл на бас гитаре, и Ли Харрисон играл на ударных и остается постоянным в группе на протяжении многих лет. Они все играли в Malevolent Creation в 1989 году и тогда решили создать собственную группу.
Ли Харрисон основал собственный лейбл, Conquest Music.
Джордж «Corpsegrinder» Фишер засветился в 1992 году на альбоме «Imperial Doom» и 1996 году на «Millennium» альбоме, перед тем как занять место вокалиста в группе из Буффало — Cannibal Corpse. Джейсон Авери (Eulogy) занял вокальное место после ухода Фишера в Cannibal Corpse, засветившись в альбомах: 1999-го In Dark Purity, 2001 Антологии/live двойном CD «Enslaving the Masses» и 2003 «Rise to Power».
Авери был заменён в Декабре 2005 на Брайен Вернер (Infernaeon). Werner выполнял обязанности вокалиста на 2006 European tour группы, и последующих концертах в С. Ш. А.
В Декабре 2006 Вернер был заменён на Майк Хрюбовчек (Divine Rapture, Imperial Crystalline Entombment, Vile). Хрюбовчек участвовал в последнем релизе группы на Conquest Music/Metal Blade — «Spiritual Apocalypse».

## Дискография

### Студийные альбомы
- Imperial Doom (1992)
- Millennium (1996)
- In Dark Purity (1999)
- Rise to Power (2003)
- Spiritual Apocalypse (2007)
- The Passage Of Existence (2018)

### EP’ы и Синглы
- Burden of Evil (1991)
- Darkest Dream (1992)

### Сборки
- Enslaving the Masses (2001)

### Live альбомы
- Live Extreme Brazilian — Tour 2002 (2003)
- 10 Years Of Nuclear Blast (1997)

### Демоальбомы
- Horror Infinity (1991)